# Licq-Athérey
Licq-Athérey Baskisch:Ligi-Atherei) is een gemeente in het Franse departement Pyrénées-Atlantiques (regio Nouvelle-Aquitaine) en telt 231 inwoners (2005). De plaats maakt deel uit van het arrondissement Oloron-Sainte-Marie. Het ligt in de Baskische provincie Soule.

## Geografie
De oppervlakte van Licq-Athérey bedraagt 18,2 km², de bevolkingsdichtheid is 12,7 inwoners per km².
De onderstaande kaart toont de ligging van Licq-Athérey met de belangrijkste infrastructuur en aangrenzende gemeenten.

## Demografie
Onderstaande figuur toont het verloop van het inwonertal (bron: INSEE-tellingen).